# Facultad de Filosofía y Humanidades (Universidad Nacional de Córdoba)
La Facultad de Filosofía y Humanidades es una de las facultades de la Universidad Nacional de Córdoba, ubicada en la Ciudad Universitaria, en Córdoba, Argentina. Tuvo su origen en el Instituto de Filosofía creado el 13 de junio de 1934, luego ampliado con el nombre Instituto de Humanidades. La primera carrera que se cursaba era Licenciatura en Filosofía, a lo que luego se agregó la Licenciatura en Humanidades. Finalmente en 1946 se convierte en Facultad.

El Decanato está ubicado en el Pabellón Residencial, en Ciudad Universitaria. 

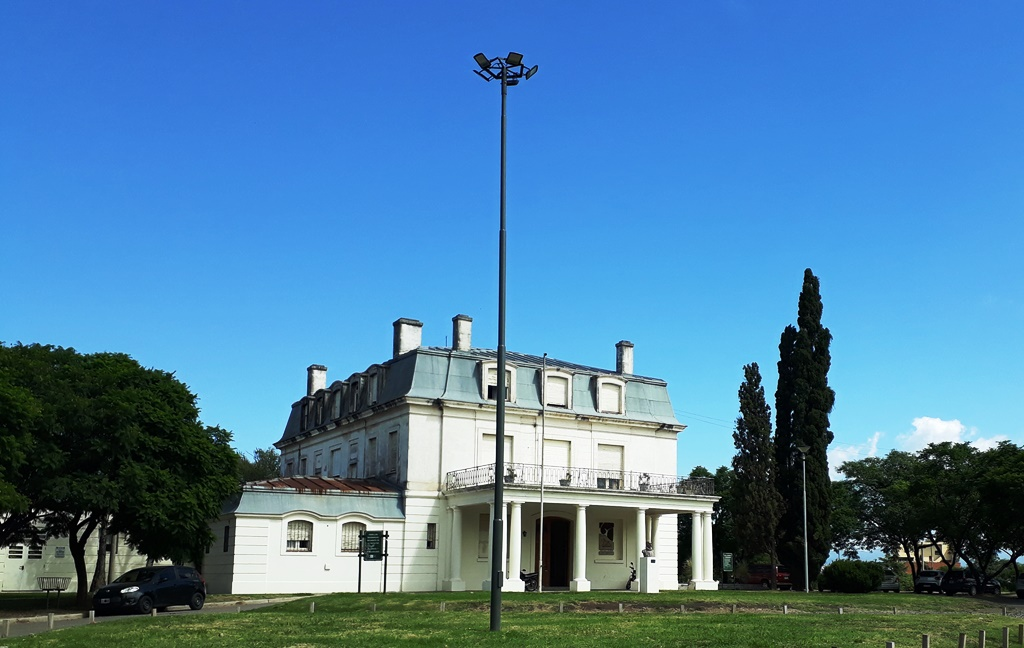
Decanato de la Facultad de Filosofía y Humanidades, Pabellón Residencial, Ciudad Universitaria.

## Organización

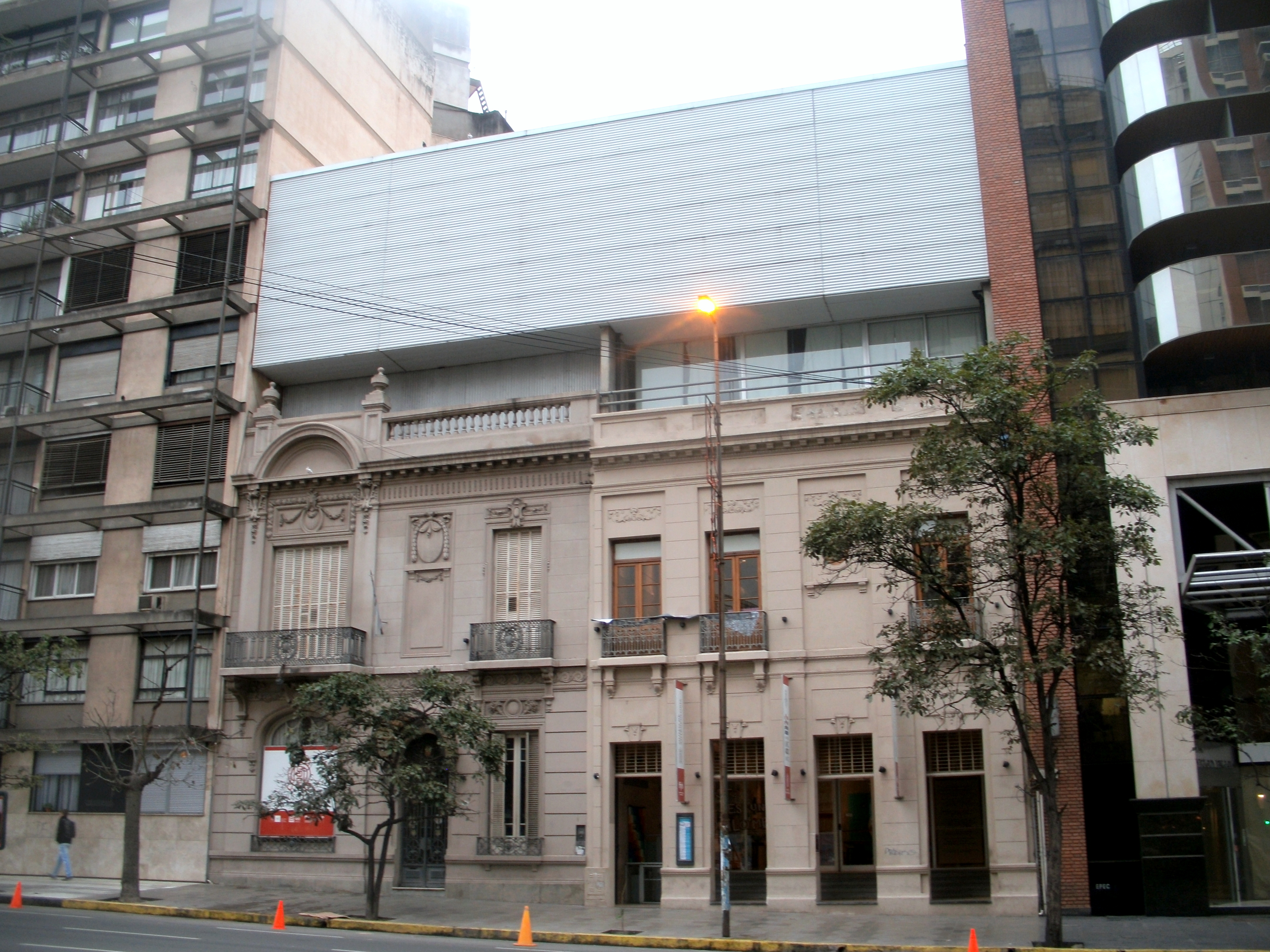
Museo de Antropología de la universidad de Córdoba.

La Facultad tiene en su ámbito las escuelas de Archivología, Bibliotecología, Ciencias de la Educación, Filosofía, Historia, Letras, el Departamento de Geografía y de Antropología.
Cuenta con el Museo de Antropología, el Centro de Investigaciones "María Saleme de Burnichon" y comparte con la Facultad de Psicología la Biblioteca "Elma Kohlmeyer de Estrabou". Se han incorporado, además, el Instituto de Humanidades (IDH) y el Instituto de Antropología de Córdoba (IDACOR), ambas unidades ejecutoras de doble dependencia del CONICET y la Universidad Nacional de Córdoba.

## Carreras
- Lic. en Antropología
- Lic. en Archivología
- Lic. en Bibliotecología y Documentación
- Lic. en Ciencias de la Educación
- Prof. en Ciencias de la Educación
- Lic. en Filosofía
- Prof. en Filosofía
- Lic. en Historia
- Prof. en Historia
- Lic. en Letras Clásicas
- Prof. en Letras Clásicas
- Lic. en Letras Modernas
- Prof. en Letras Modernas
- Tecnicatura Instrumental en Corrección Literaria
- Lic. en Geografía